# Faronta confundibilis
Faronta confundibilis är en fjärilsart som beskrevs av Köhler 1973. Faronta confundibilis ingår i släktet Faronta och familjen nattflyn. Inga underarter finns listade i Catalogue of Life.